# Rückenstreifen-Spitzmaus
Die Rückenstreifen-Spitzmaus (Sorex cylindricauda) ist eine Spitzmausart aus der Gattung der Rotzahnspitzmäuse (Sorex). Sie kommt in der Volksrepublik China in mehreren Provinzen Zentralchinas vor.

## Merkmale
Mit einer Kopf-Rumpf-Länge von 6,7 bis 7,7 Zentimetern zählt die Rückenstreifen-Spitzmaus zu den mittelgroßen Spitzmausarten. Der Schwanz erreicht eine Länge von 55 bis 62 Millimetern und ist damit fast so lang oder mit mindestens 80 % nur wenig kürzer als der Restkörper. Der Hinterfuß von 15 bis 16 Millimetern. Das Rückenfell ist dunkel zimtbraun, der Bauch dunkel graubraun. Auf dem Rücken verläuft ein schwarzes Band vom Nacken bis zum hinteren Rumpf entlang der Wirbelsäule. Sie ähnelt S. caecutiens, ist jedoch etwas größer.
| 1 | · | 5 | · | 1 | · | 3 | = 32 |
| 1 | · | 1 | · | 1 | · | 3 | = 32 |

Der Schädel hat eine Gesamtlänge von 17 bis 21 Millimetern, die Zahnreihe des Oberkiefers hat eine Länge von etwa 8,75 Millimetern. Wie die meisten Arten der Gattung besitzt die Art im Oberkiefer pro Hälfte einen Schneidezahn (Incisivus) und danach fünf einspitzige Zähne, einen Vorbackenzahn (Praemolar) und drei Backenzähne (Molares). Im Unterkiefer besitzt sie dagegen einen einzelnen Eckzahn (Caninus) hinter dem Schneidezahn. Insgesamt verfügen die Tiere damit über ein Gebiss aus 32 Zähnen. Die Zahnwurzeln sind wie bei den meisten Rotzahnspitzmäusen rot gefärbt. Die ersten drei einspitzigen Zähne des Oberkiefers sind etwa gleich groß, der vierte und fünfte sind kleiner und verkleinern sich graduell oder sind ebenfalls gleich groß. Der fünfte einspitzige Zahn ist jedoch im Verhältnis zu den anderen Zähnen größer als bei anderen Sorex-Arten.

## Verbreitung

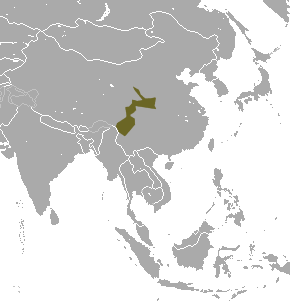
Verbreitungsgebiet (olivgrün) von Sorex cylindricauda

Die Rückenstreifen-Spitzmaus kommt in der Volksrepublik China in den Provinzen Yunnan, Gansu, Shaanxi, Ningxia und vor allem in Sichuan vor. Die Höhenverbreitung liegt in Sichuan bei bis 3000 Metern.

## Lebensweise
Über die Lebensweise dieser Art liegen wie bei vielen Arten der Gattung nur wenige Daten vor. Die Habitatpräferenzen der Rückenstreifen-Spitzmaus sind unklar, vor allem durch regelmäßige Verwechslungen mit der sympatrisch lebenden Sorex bedfordiae; wahrscheinlich bevorzugt sie Bergwaldgebiete, da diese auch den Fundort des Typusexemplars umgeben.

## Systematik
Die Rückenstreifen-Spitzmaus wird als eigenständige Art innerhalb der Gattung der Rotzahnspitzmäuse (Sorex) eingeordnet, die aus etwa 80 Arten besteht. Die wissenschaftliche Erstbeschreibung stammt von Henri Milne-Edwards aus dem Jahr 1872, der ein Individuum aus der Region Baoxing, Provinz Sichuan beschrieb. Innerhalb der Gattung wird die Art in die Untergattung Sorex eingeordnet.
Innerhalb der Art werden neben der Nominatform Sorex cylindricauda cylindricauda keine weiteren Unterarten unterschieden.

## Bedrohung und Schutz
Die Rückenstreifen-Spitzmaus wird von der International Union for Conservation of Nature and Natural Resources (IUCN) aufgrund des großen Bestandes, des Vorkommens in mehreren geschützten Gebieten und der fehlenden potenziellen Bedrohung für die Bestände als nicht gefährdet (least concern) eingeordnet. Bis 1996 wurde die Art jedoch als bedroht (endangered) gelistet.

## Belege
1. 1 2 3 4 5  
Robert S. Hoffmann, Darrin Lunde: Stripe-Backed Shrew. In: Andrew T. Smith, Yan Xie: A Guide to the Mammals of China. Princeton University Press, Princeton NJ 2008, ISBN 978-0-691-09984-2, S. 315–316.
2. 1 2 3  
Sorex cylindricauda in der Roten Liste gefährdeter Arten der IUCN 2013.2. Eingestellt von: A.T. Smith, C.H. Johnston, 2008. Abgerufen am 2. Januar 2014.
3. 1 2 3 4  
Sorex cylindricauda (Memento des Originals vom 2. Januar 2014 im Internet Archive)  Info: Der Archivlink wurde automatisch eingesetzt und noch nicht geprüft. Bitte prüfe Original- und Archivlink gemäß Anleitung und entferne dann diesen Hinweis.. In: Don E. Wilson, DeeAnn M. Reeder (Hrsg.): Mammal Species of the World. A taxonomic and geographic Reference. 2 Bände. 3. Auflage. Johns Hopkins University Press, Baltimore MD 2005, ISBN 0-8018-8221-4.